# Ariramba-de-cauda-ruiva
Bico-d'agulha-de-cauda-ruiva ou ariramba-de-cauda-ruiva (nome científico: Galbula ruficauda) é uma espécie de ave galbuliforme,  a mais conhecida e a de maior área de ocorrência do seu gênero.
É nativa da região do México até a Bolívia e Argentina. Tais aves chegam a medir até 22 cm de comprimento, possuindo um bico fino e longo, com o dorso e peito de coloração verde-metálica.

## Taxonomia e nomenclatura
A espécie foi descrita cientificamente por Georges Cuvier em 1816, que a batizou de Galbula ruficauda. Seu nome científico significa "pequeno pássaro amarelo com cauda castanha".
A ave recebe vários nomes populares em português, incluindo: jacamacira, ariramba-de-cauda-castanha, beija-flor-d'água, beija-flor-da-mata-virgem, beija-flor-do-mato-virgem, beija-flor-grande, bico-de-agulha, bico-de-agulha-de-rabo-vermelho, bico-de-sovela, cuitelão, fura-barreira, fura-barriga, guainumbi-guaçu, sovelão e barra-do-dia.

### Subespécies
São reconhecidas seis subespécies:
- Galbula ruficauda ruficauda (Cuvier, 1816) ocorre do centro da Colômbia até as Guianas e o norte do Brasil; e em Trinidad e Tobago;
- Galbula ruficauda pallens (Bangs, 1898) ocorre na região tropical árida do norte da Colômbia;
- Galbula ruficauda brevirostris (Cory, 1913) ocorre no nordeste da Colômbia e noroeste da Venezuela, na região do Lago de Maracaibo;
- Galbula ruficauda rufoviridis (Cabanis, 1851) ocorre do sul do Rio Amazonas no Brasil até o norte da Bolívia, Paraguai e no nordeste da Argentina;
- Galbula ruficauda heterogyna (Todd, 1932) ocorre na Bolívia a leste da Cordilheira dos Andes e no centro-oeste do Brasil, no estado de Mato Grosso;
- Galbula ruficauda melanogenia (P. L. Sclater, 1852) ocorre do sudeste do México, no estado de Veracruz, até o oeste do Equador.

## Galeria de imagens

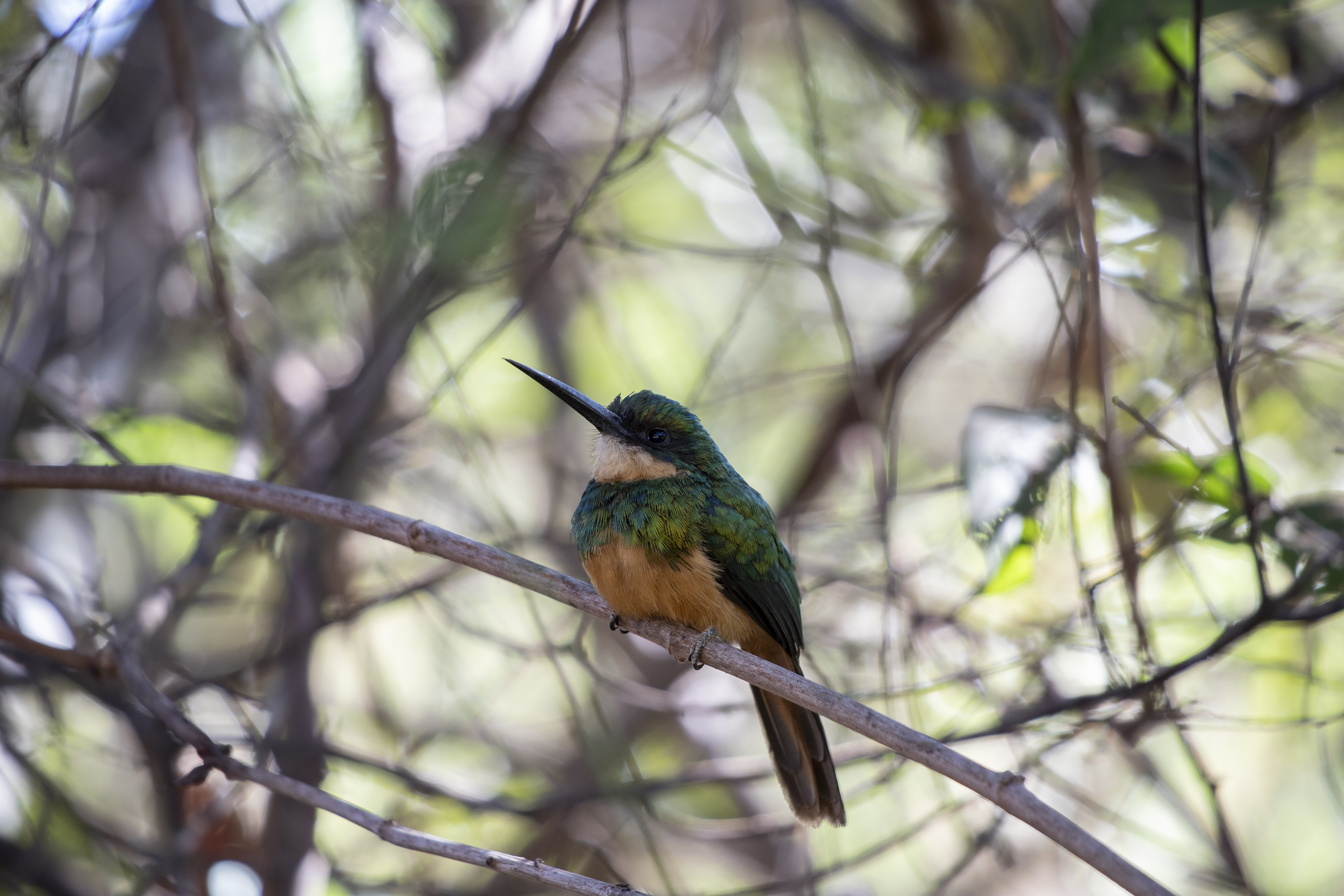
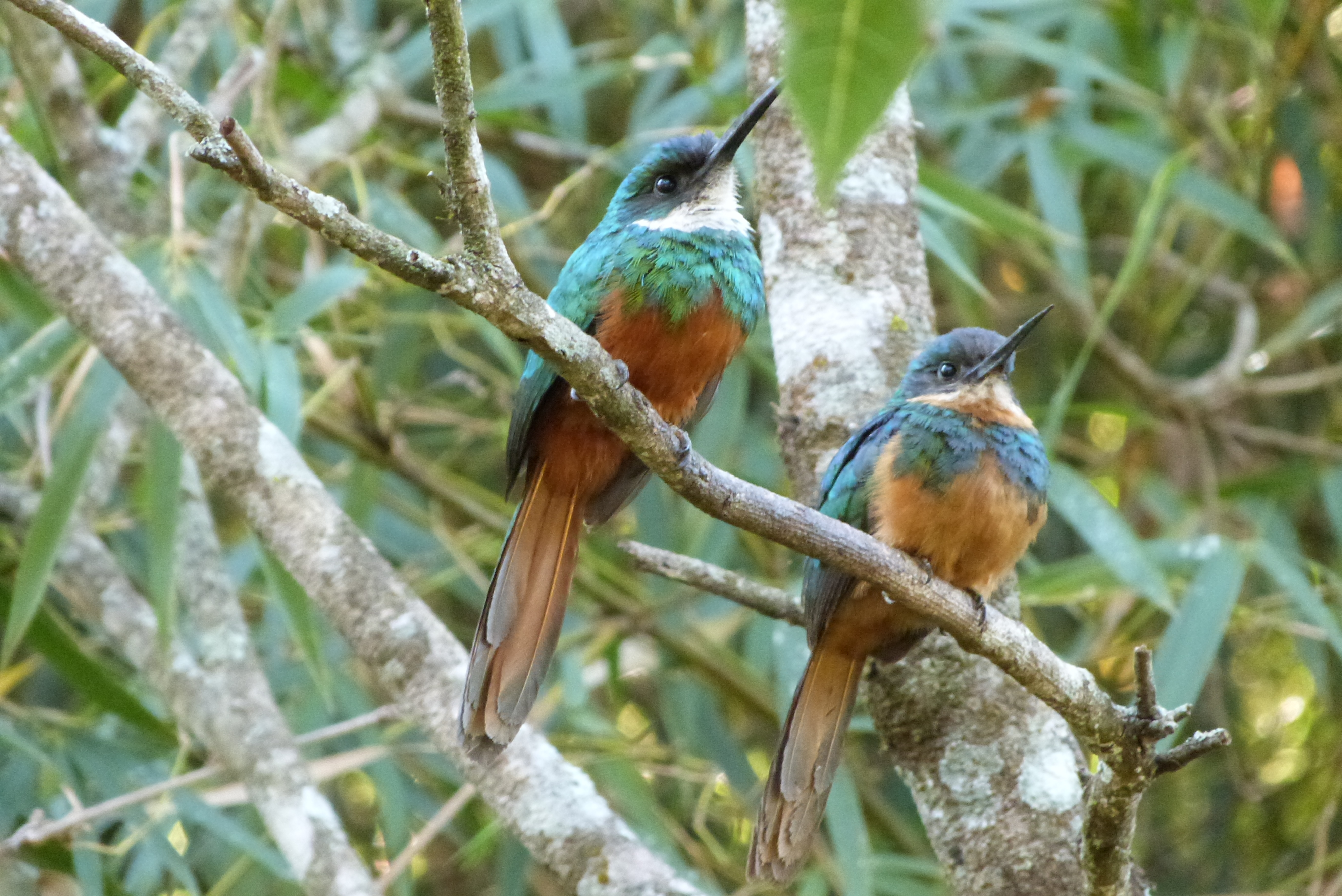
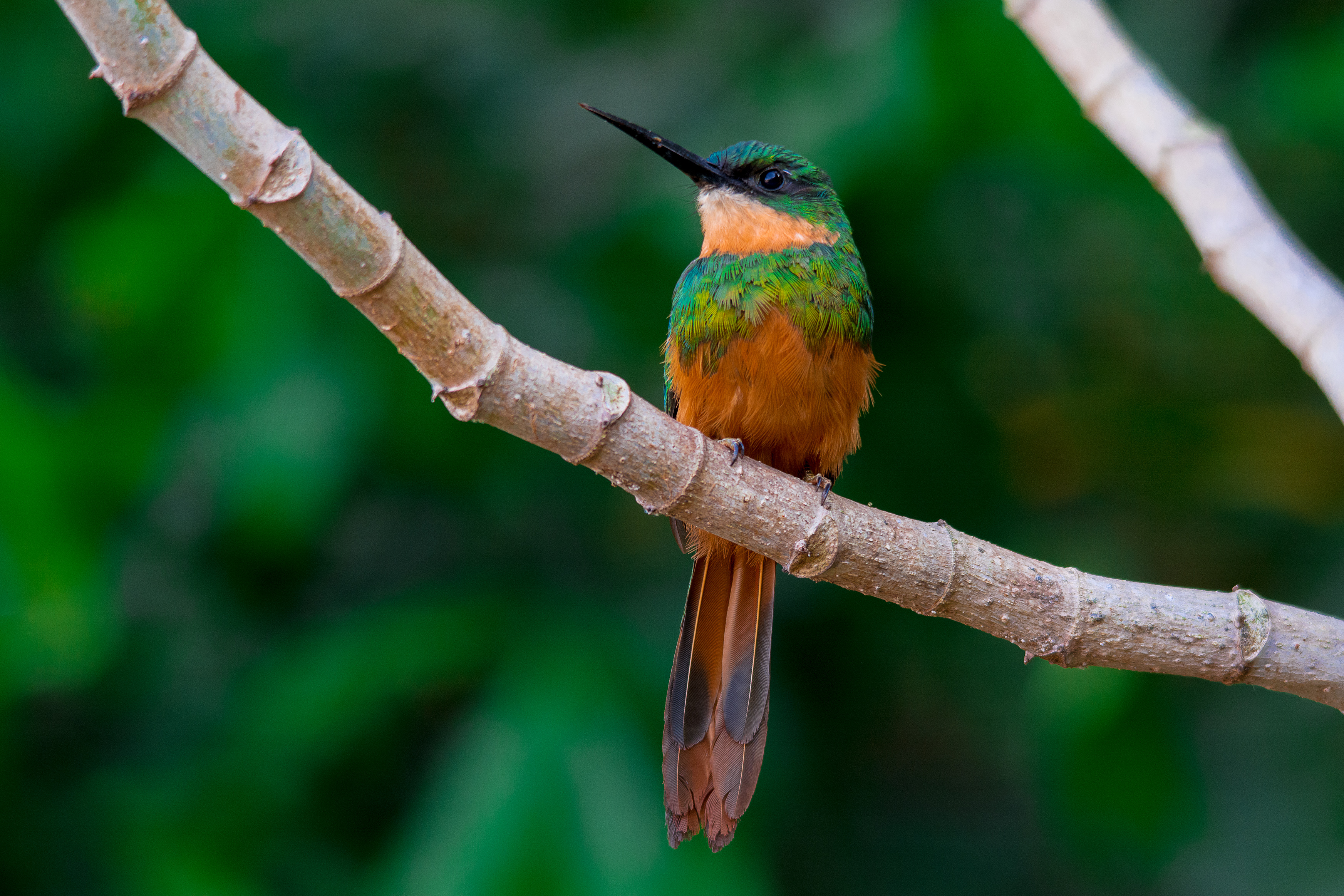
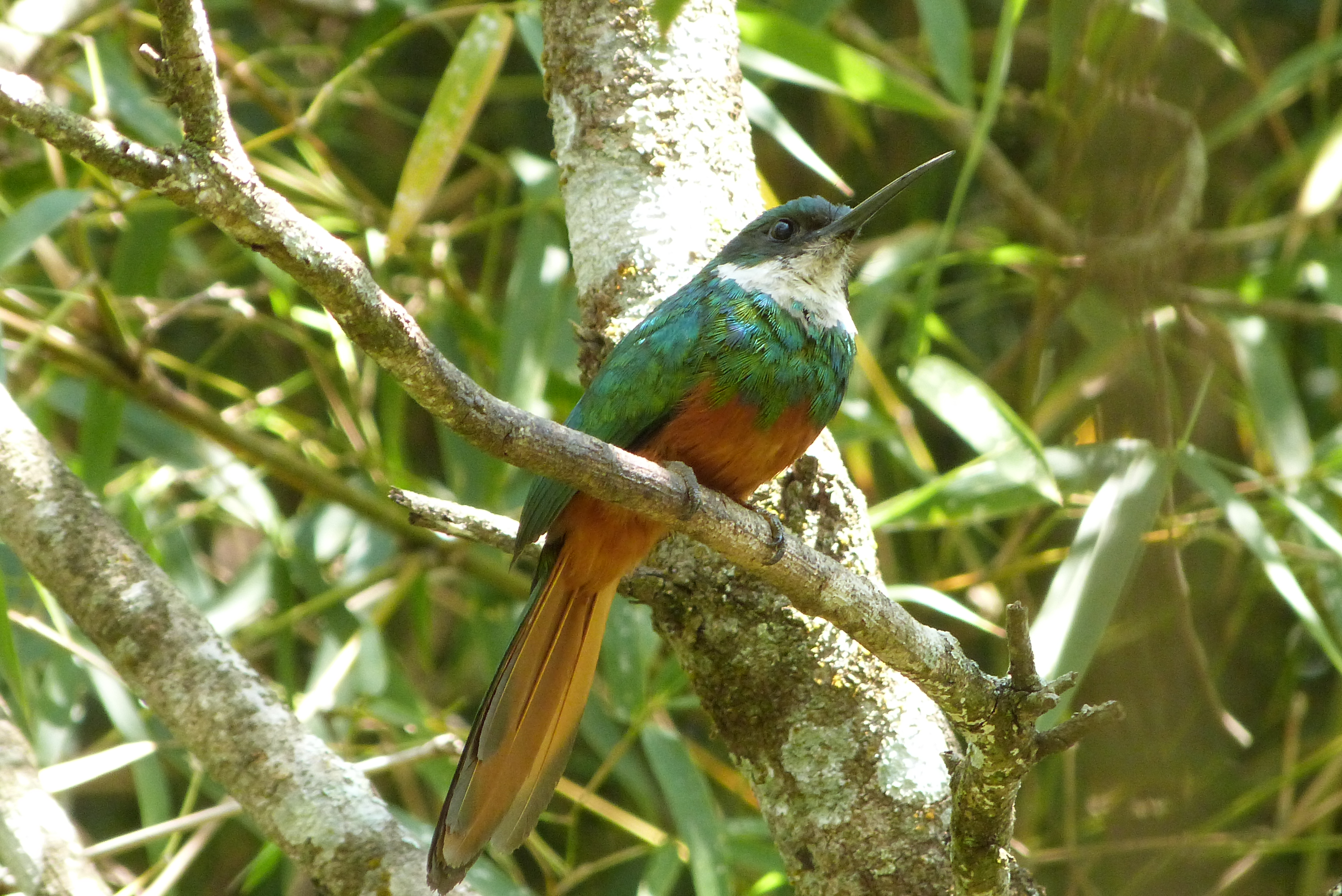
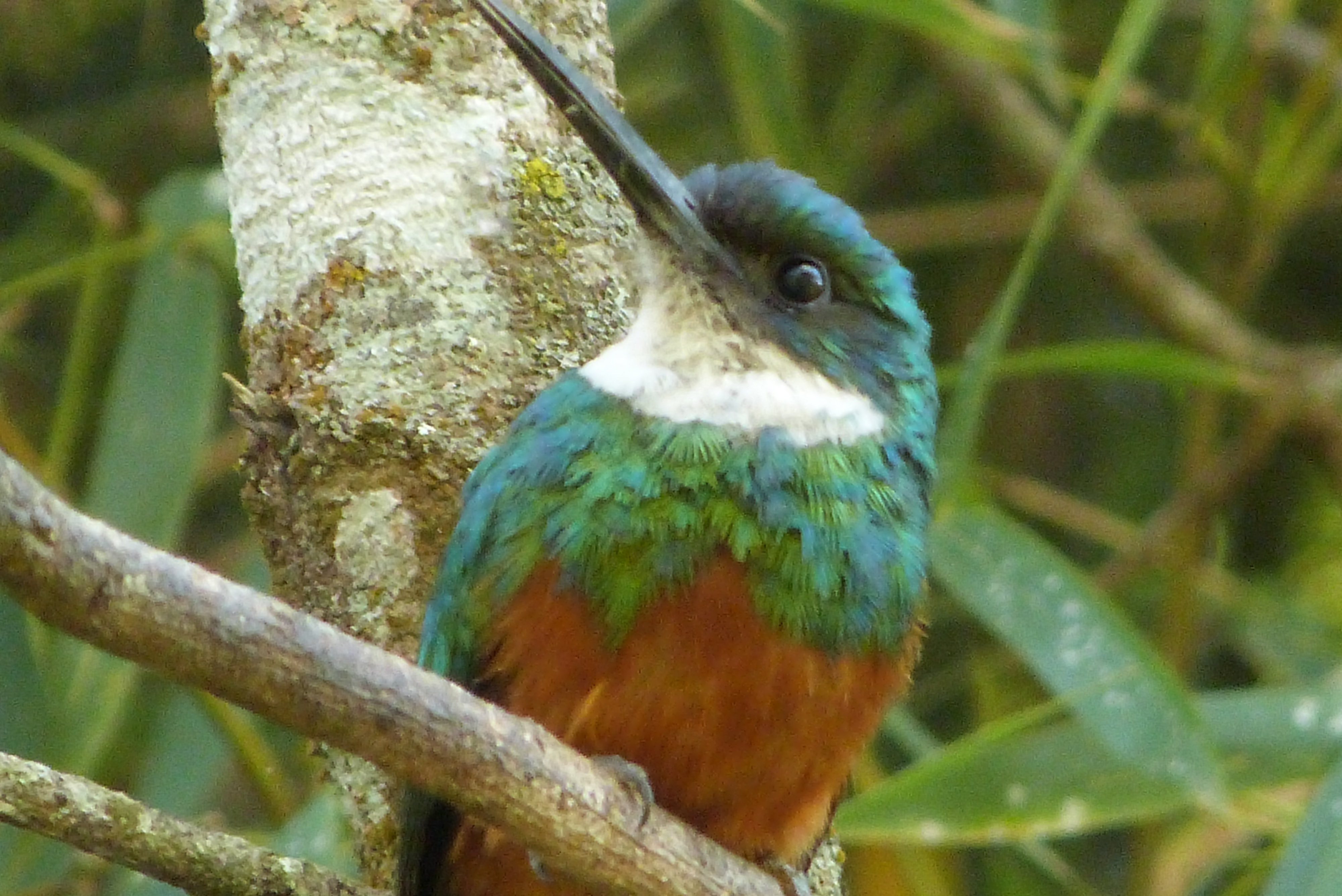
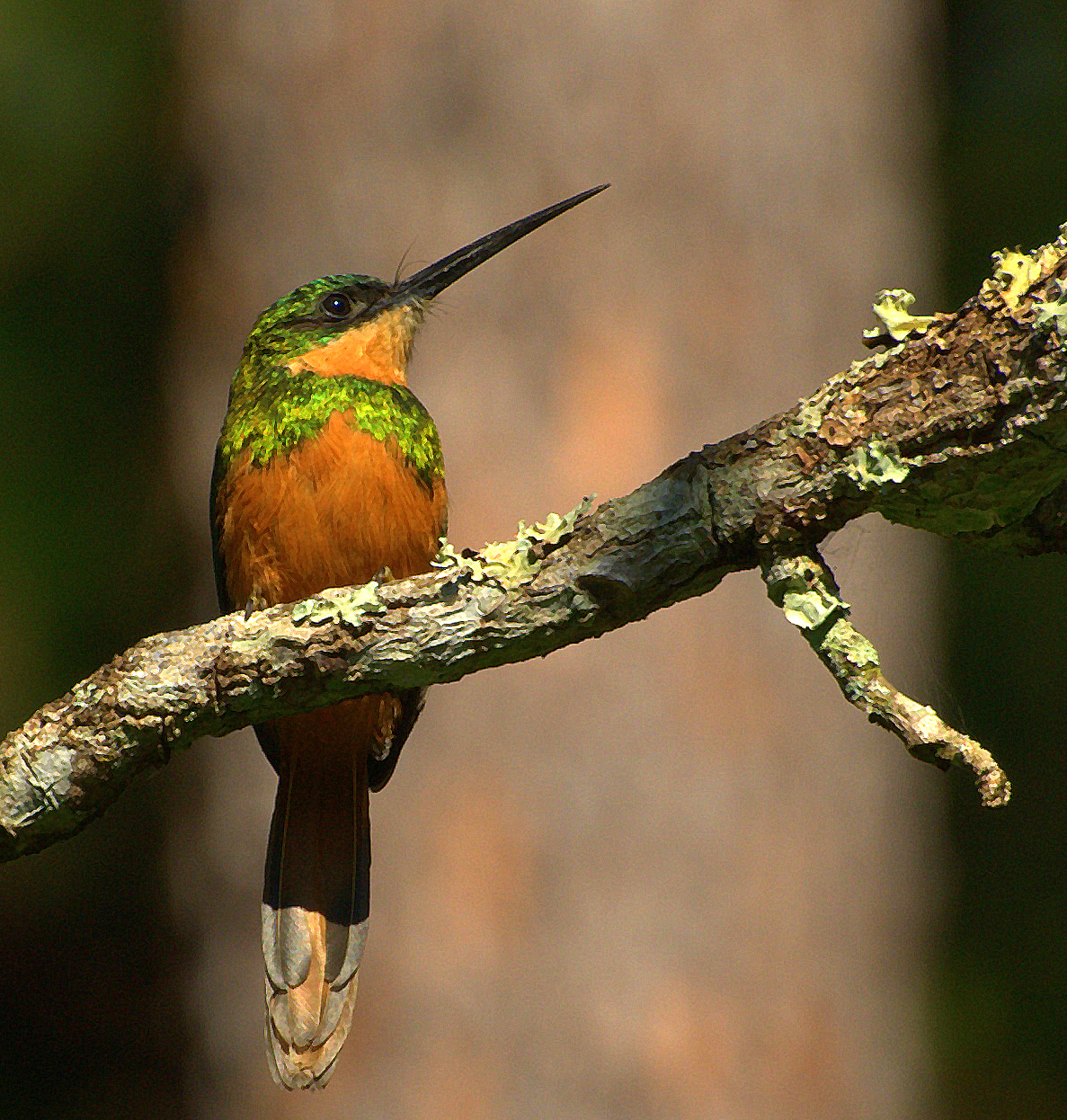
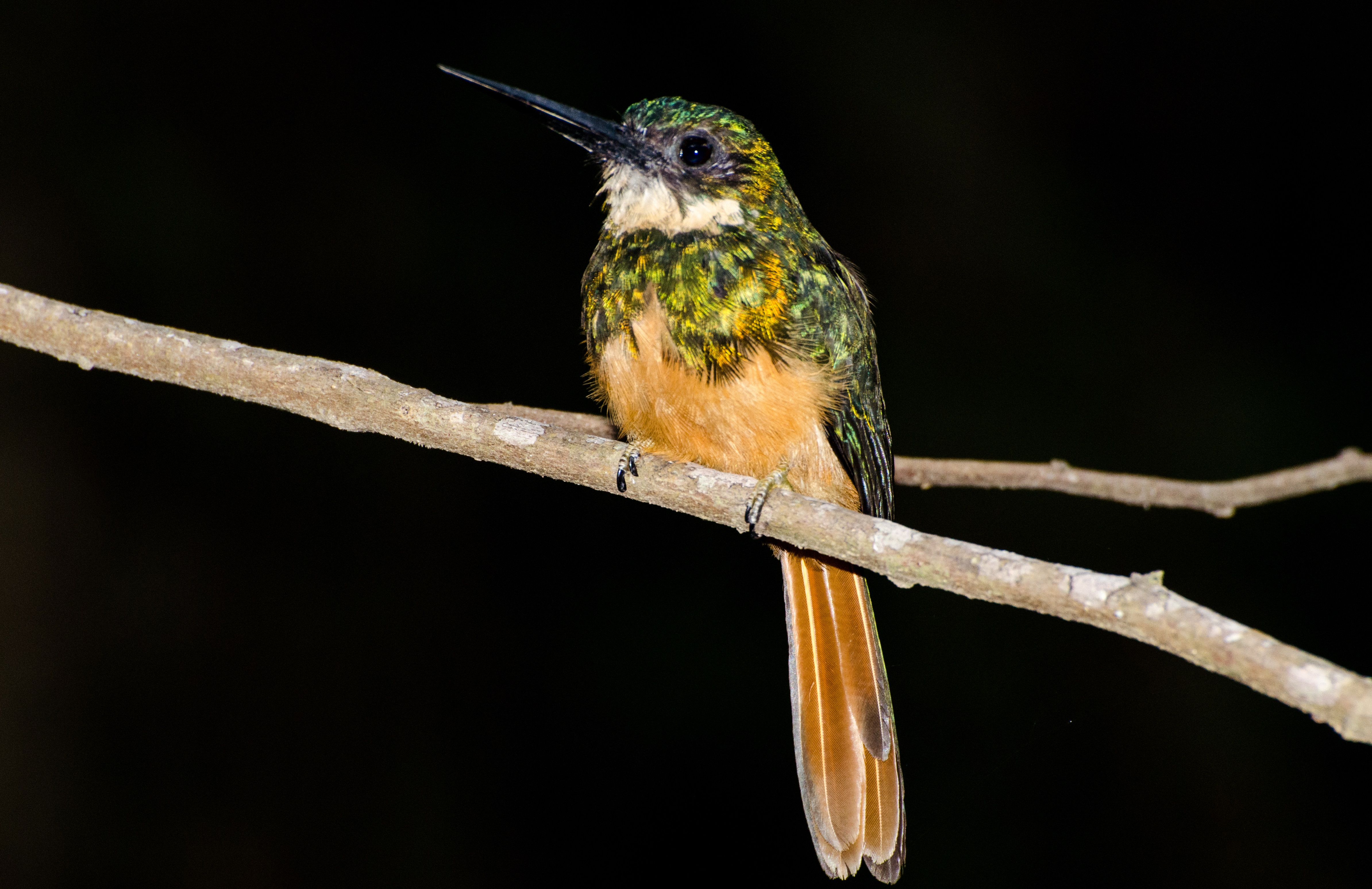
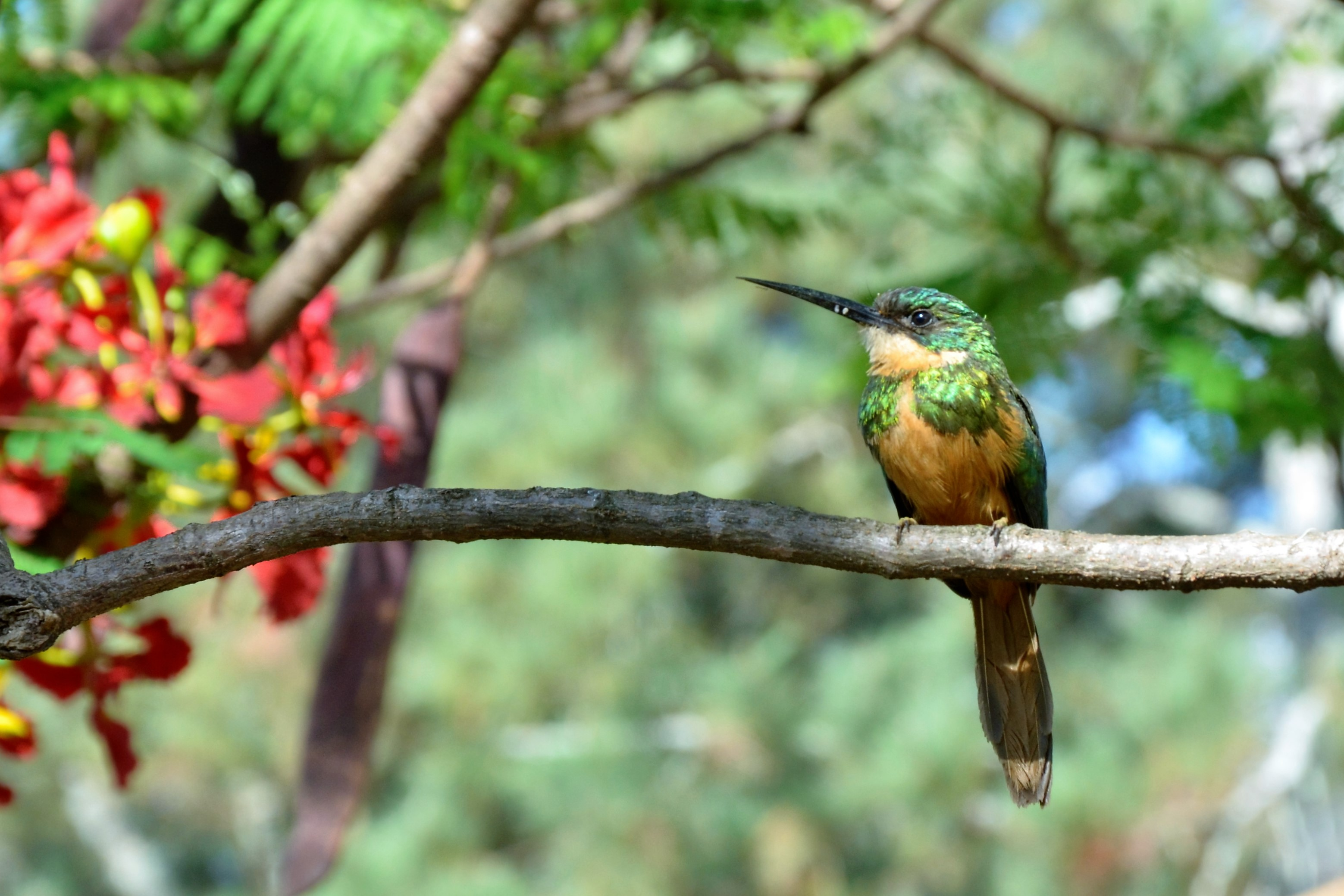
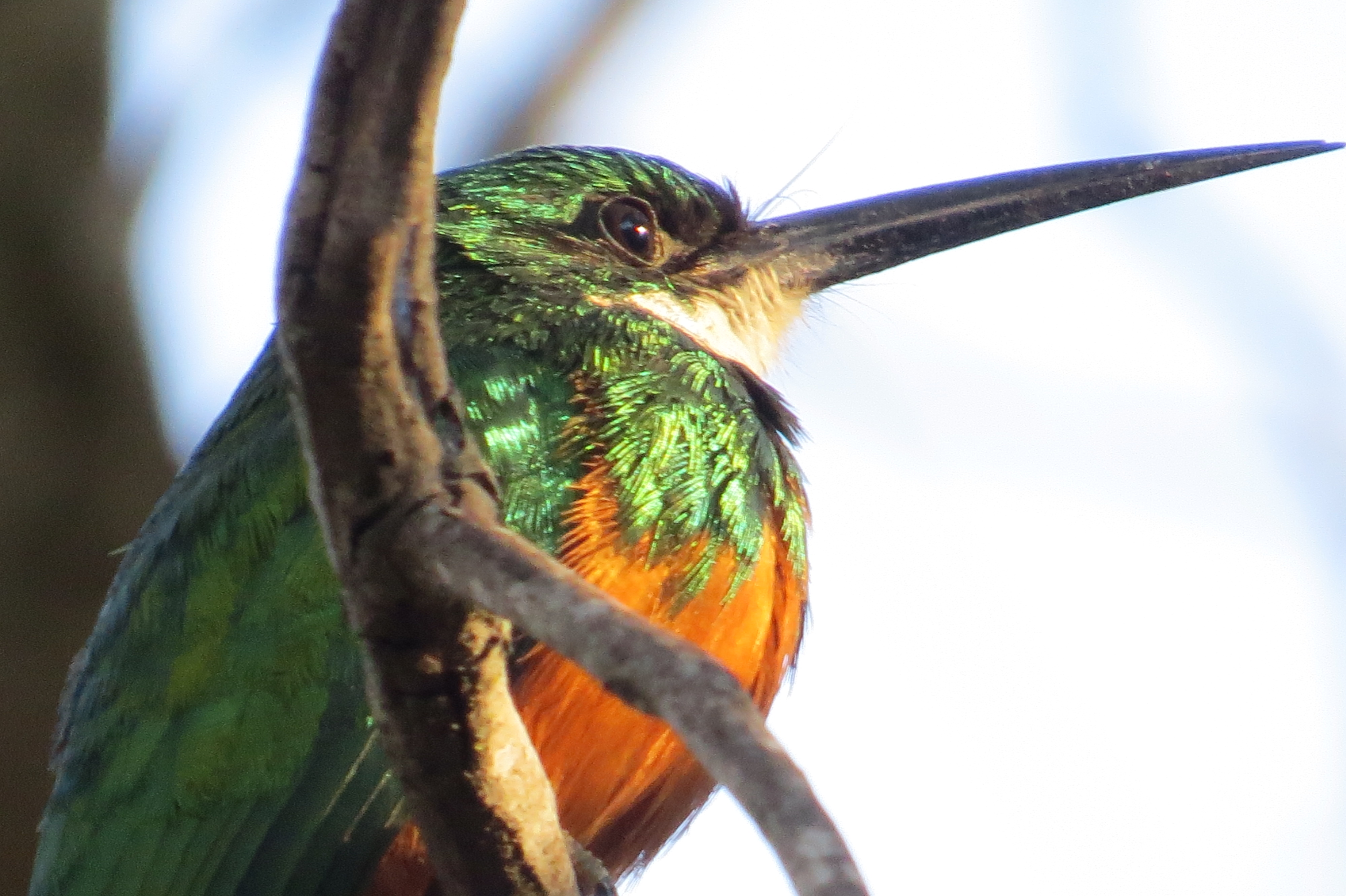
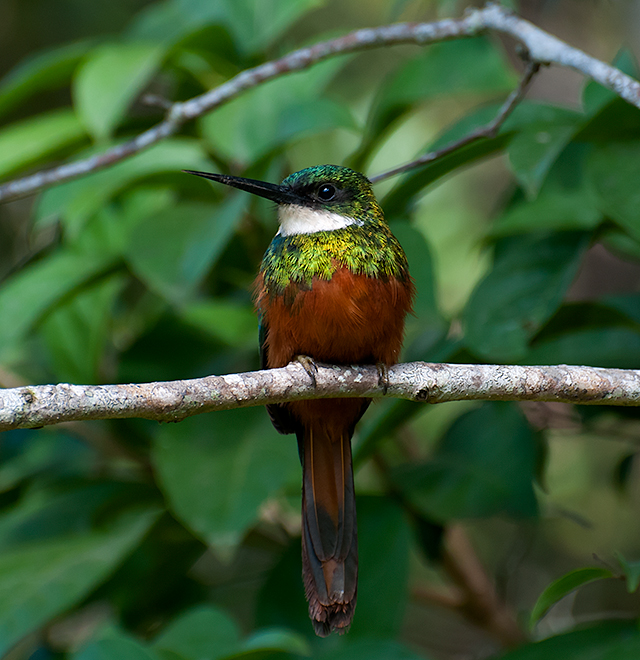
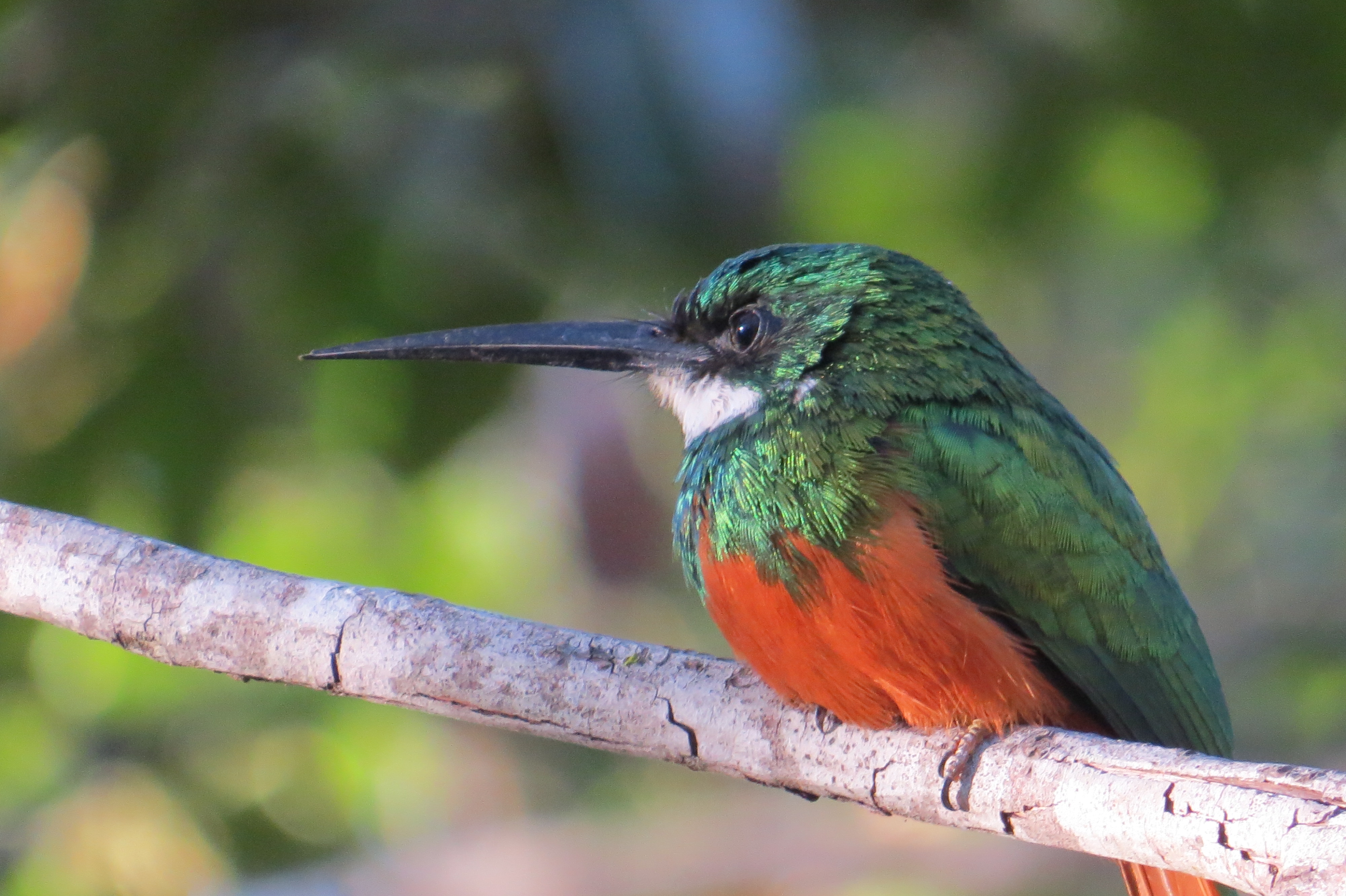
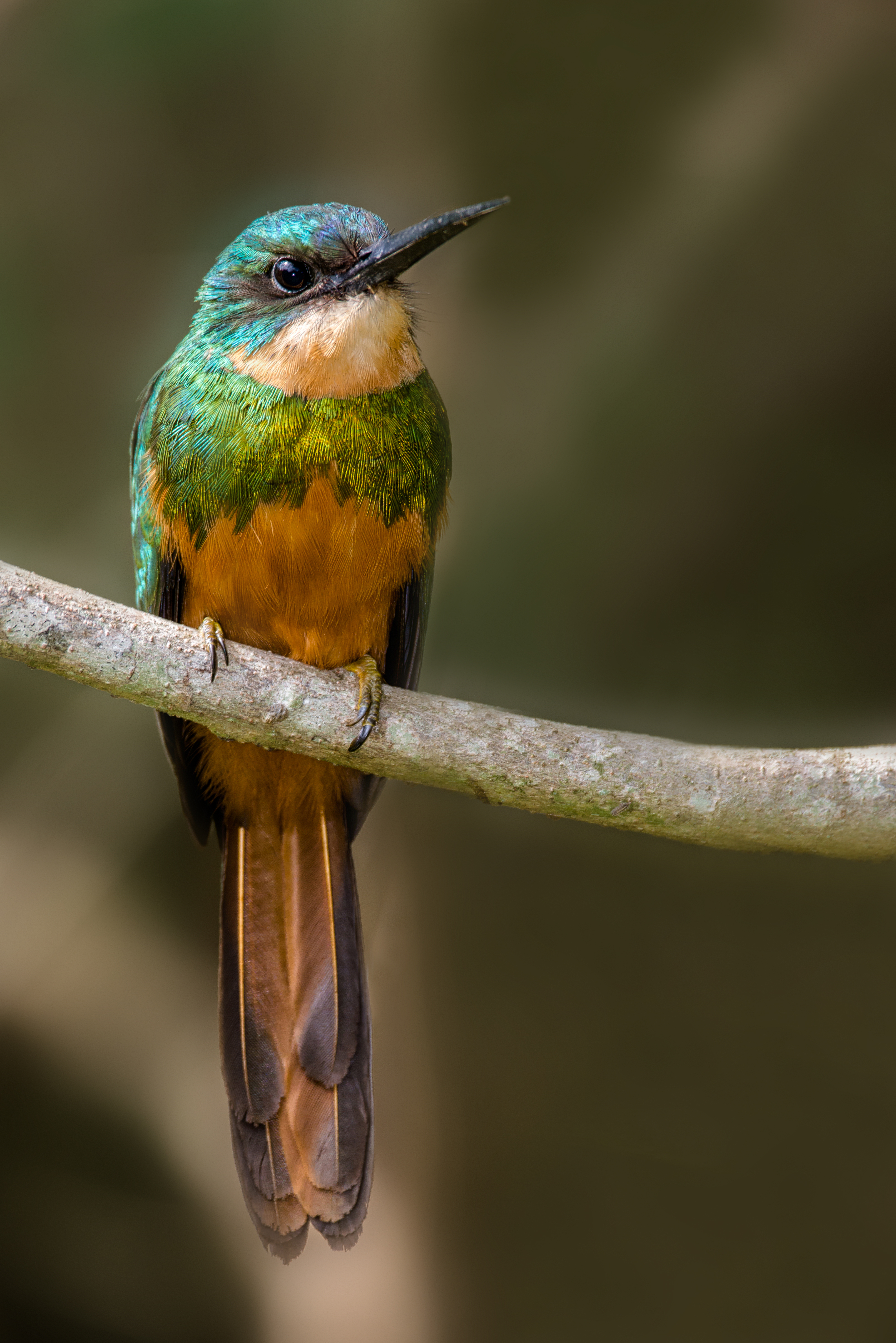